# Domingo Cavallo

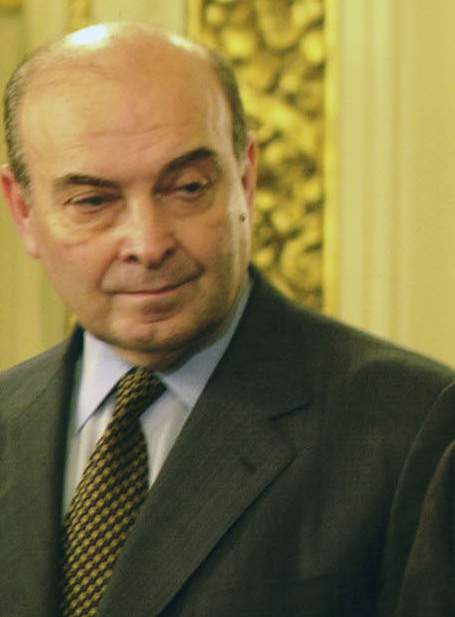
Fernando De La Rua com seu gabinete na Sala Branca da Casa Rosada

Domingo Felipe Cavallo (San Francisco, Argentina, 21 de julho de 1946) é um economista e político argentino. Cavallo é de origem italiana da região do sul da Itália. Sua família migrou de lá para Argentina e Brasil no ano de 1930.
Dono de uma grande trajetória política, Cavallo é muito lembrado pela Lei de Conversibilidade, plano econômico do governo Carlos Menem, do qual era Ministro da Economia, que consistiu na equivalência do peso argentino com o dólar estadunidense por lei. Quando abandonou o governo de Menem, em 1997, fundou seu próprio partido político e com ele se candidatou a deputado no mesmo ano, sendo eleito. Em 1999 foi candidato à presidência, obtendo o terceiro lugar e dois milhões de votos.
Em 2001 foi nomeado novamente Ministro da Economia pelo presidente Fernando de la Rúa, na tentativa de aplacar a recessão que teve início em 1999. As medidas tomadas por Cavallo não só não se mostraram efetivas como foram extremamente impopulares, principalmente o "corralito", que previa restrição do saque de dinheiro das contas correntes. Pediu demissão 20 dias depois, a 19 de dezembro de 2001, minutos depois do presidente Fernando de la Rúa anunciar o estado de sítio em rede nacional. No dia seguinte o presidente também renunciou ao cargo. Posteriormente Domingo Cavallo se dedicou a desenvolver atividades acadêmicas nos Estados Unidos. Em 2005 retornou à Argentina com a intenção de se apresentar como candidato a deputado pela Capital Federal (Buenos Aires) nas eleições legislativas. Devido ao escasso apoio dentro de seu próprio partido desistiu da ideia.
Ele foi julgado por mais de noventa processos incluindo o contrabando agravado, tráfico de armas, corrupção, peculato, fraude, bônus, fraude e fraude contra o Estado, entre outros